# محمدتقی پایین محلی
محمدتقی پایین محلی (زاده 29 مهر 1370 در گرگان) بازیکن تیم ملی کبدی مردان ایران است. او تجربه قهرمانی در عرصه مسابقات آسیایی و جهانی را در کارنامه خود دارد. پایین محلی در عرصه باشگاهی در لیگ هند تجربه فعالیت دارد و در مسابقات قهرمانی آسیا هم توانسته به مدال طلا دست پیدا کند و یکی از پرافتخارترین کبدی‌کاران ایران به شمار می‌آید.
او به عنوان یکی از لژیونرهای کبدی ایران تجربه حضور در تیم‌های تیم بنگال واریورز هند و یوپی یوددا هند را در کارنامه خود دارد.

## افتخارات
- مدال نقره در مسابقات کبدی جوانان آسیا (مالزی ۲۰۱۱)
- مدال طلا در مسابقات کبدی قهرمانی آسیا ۲۰۱۴
- مدال نقره جام جهانی کبدی (هند ۲۰۱۶)[۱۰][۱۱][۱۲]
- مدال نقره در مسابقات کبدی قهرمانی آسیا ۲۰۱۶
- مدال نقره در مسابقات کبدی قهرمانی آسیا ۲۰۱۷
- مدل نقره در مسابقات کبدی مسترز دبی ۲۰۱۸